# Final Fantasy Tactics: The War of the Lions
Final Fantasy Tactics: The War of the Lions (ファイナルファンタジータクティクス 獅子戦争?, Fainaru Fantajī Takutikusu Shishi Sensō) è un videogioco di ruolo strategico sviluppato e pubblicato da Square Enix per la console PlayStation Portable. Il gioco è un aggiornamento del gioco Final Fantasy Tactics per PlayStation.